# Tugstein (Dornbirn)
Tugstein bezeichnet  eine Siedlung (540 m ü. A.) mit über 15 Wohnhäusern und ein großes am selben Ort befindliches Flurstück im Dornbirner Stadtbezirk Oberdorf.

## Name und Geschichte
Tugstein ist eine in Vorarlberg mehrfach vorkommende Bezeichnung. Nach Johann Christoph Adelungs Grammatisch-kritisches Wörterbuch der Hochdeutschen Mundart ist Tof  die Bezeichnung für „eine kalkartige sehr poröse Steinart, welche einem versteinerten Schwamme gleicht, und gemeiniglich viele Überbleibsel von Schalthieren in sich hält. In weiterer Bedeutung wird auch wohl eine jede poröse Steinart, auch wenn sie sandartig ist, Tofstein genannt“. Weitere Bezeichnungen seien: Tuf, Tufstein, Duft, Duftstein, Tugstein, Tuchsstein, Duckstein. Im Latein würde bei Plinius und Vitruvius Tophus oder Tofus verwendet, in der französischen Sprache: Tuf. Nach Adelung scheint Tof „ein altes Europäisches Wort zu seyn, welches mit dem Lateinischen in der Seitenlinie verwandt ist, nicht aber von demselben abstammet“.
Die Bergparzelle und Siedlung in Dornbirn hat die Bezeichnung von einem unbedeutenden Tuffsteinfenster. Die Siedlung wird seit 1564 als „Thaugstein“ bezeichnet. Am 24. November 1418 übergab „Hans Völky den Hof zu Hätzlisberg, den er zuvor zur Hälfte von Hans Ulrich von Ems und zur Hälfte von der Witwe von Dornbirn übernommen hatte, an Brun von Ems (Sohn Ulrich II.). Schattau und Weppach, Hof und Gut zu Mühlebach (Kellenbühel) und Hof zu Hätzlisberg (Tugstein)“ wurden dadurch Territorium der Hohenemser Grafen.

## Topographie, Geografie, Lage und Verkehr
Tugstein liegt heute in einer Kehre der Bödelestraße (L 48), etwa 1200 Meter Luftlinie vom Zentrum von Dornbirn entfernt. Der gesamte Ortsteil erstreckt sich in deutlicher Hanglage am Fuße des zum Bödele hin ansteigenden Ausläufers des Bregenzerwaldgebirges und liegt damit oberhalb des Oberdorfer Ortszentrums, das sich auf etwa 475 m ü. A. befindet.
Unterhalb von Tugstein liegt der Kellenbühel (hier liegt auch die Pinselburg), oberhalb Watzenegg, nördlich der Rhomberg und südlich der Häfenberg. Im „Schematismus für Tirol und Vorarlberg“, 1839, wird Tugstein als eigenständiger Weiler und Teil von Dornbirn angeführt. Ebenfalls im „Provinzial-Handbuch von Tirol und Vorarlberg für das Jahr 1847“. Tugstein ist mit dem Kellenbühel bereits zu einem einheitlichen Siedlungsgebiet zusammengewachsen, so dass viele der ursprünglichen historischen Siedlungsgrenzen kaum mehr erkennbar sind. Heute dominieren die geografische Bestimmbarkeit daher hauptsächlich die den historischen Siedlungsgrenzen folgenden Straßenbezeichnungen – Tugstein ist dabei der Straßenname mehrerer Straßen zwischen dem Kellenbühel und dem Anfang des Ortsgebiets von Watzenegg.

## Handwerk, Gewerbe
Tugstein hat keine bedeutsame gewerbliche Infrastruktur auf Dornbirner Gemeindegebiet herausgebildet. Es dominiert heute vor allem der Charakter einer Wohnsiedlung mit teilweise villenartigen Gebäuden. Wie beinahe im gesamten Oberdorf und besonders in den hangseitig gelegenen Ortsteilen sind auch in Tugstein die Grundstückspreise sehr hoch (2006 wurden für Grundstücke in Dornbirner Hanglage zwischen 350 und 400 Euro pro Quadratmeter veranschlagt, 2015 für Baugrundstücke in Dornbirn mit „sehr gutem Wohnwert“ durchschnittlich 600 Euro pro Quadratmeter) und die Grundstücke mit Blick über Dornbirn, das gesamte Vorarlberger Unterland sowie bis zu den Schweizer Bergen und dem Bodensee sehr begehrt.